# Nagy-Britannia az 1932. évi téli olimpiai játékokon
Nagy-Britannia az egyesült államokbeli Lake Placidben megrendezett 1932. évi téli olimpiai játékok egyik részt vevő nemzete volt. Az országot az olimpián 1 sportágban 4 sportoló képviselte, akik érmet nem szereztek.

## Műkorcsolya
| Versenyző        | Versenyszám | Kötelező elemek   | Kötelező elemek | Kűr               | Kűr   | Összesítés                     | Összesítés                     | Összesítés                     | Összesítés                     | Összesítés                     | Összesítés                     | Összesítés                     | Összesítés        | Összesítés  | Összesítés | Összesítés |
| Versenyző        | Versenyszám | Kötelező elemek   | Kötelező elemek | Kűr               | Kűr   | Helyezési pontszámok bírónként | Helyezési pontszámok bírónként | Helyezési pontszámok bírónként | Helyezési pontszámok bírónként | Helyezési pontszámok bírónként | Helyezési pontszámok bírónként | Helyezési pontszámok bírónként | Több. hely. száma | Hely. össz. | Pont       | Helyezés   |
| Versenyző        | Versenyszám | Több. hely. száma | Hely.           | Több. hely. száma | Hely. | 1                              | 2                              | 3                              | 4                              | 5                              | 6                              | 7                              | Több. hely. száma | Hely. össz. | Pont       | Helyezés   |
| ---------------- | ----------- | ----------------- | --------------- | ----------------- | ----- | ------------------------------ | ------------------------------ | ------------------------------ | ------------------------------ | ------------------------------ | ------------------------------ | ------------------------------ | ----------------- | ----------- | ---------- | ---------- |
| Megan Taylor     | Női egyéni  | 4×8+              | 7.              | 4×7+              | 7.    | 8,0                            | 10,0                           | 7,0                            | 9,0                            | 6,0                            | 7,0                            | 8,0                            | 5×8+              | 55,0        | 1911,8     | 7.         |
| Cecilia Colledge | Női egyéni  | 5×8+              | 8.              | 4×10+             | 10.   | 14,0                           | 9,0                            | 6,0                            | 7,0                            | 13,0                           | 8,0                            | 7,0                            | 4×8+              | 64,0        | 1851,6     | 8.         |
| Mollie Phillips  | Női egyéni  | 4×8+              | 9.              | 5×10+             | 9.    | 7,0                            | 8,0                            | 9,0                            | 10,0                           | 8,0                            | 12,0                           | 9,0                            | 5×9+              | 63,0        | 1864,7     | 9.         |
| Joan Dix         | Női egyéni  | 4×11+             | 11.             | 5×11+             | 11.   | 12,0                           | 7,0                            | 12,0                           | 12,0                           | 9,0                            | 13,0                           | 10,0                           | 6×12+             | 75,0        | 1833,6     | 10.        |